# Inns of Court
Inns of Court er et advokatsamfund i London med fire juristkollegier Lincoln's Inn, Gray's Inn, Inner Temple og Middle Temple.
Juristkollegierne sørger for støtte til advokater og studenter ved at tilbyde uddannelse, restauranter, fællesrum og parker samt tilskud og stipendier. Og især at tildele møderet for domstolene. De har også en rolle i administrationen af disciplinærsager og alvorlige klagemål mod advokater.
Juristkollegierne ligger ved vestgrænsen til City of London ved det kongelige tinghus. Hvert af dem har store anlæg med parker, haller, kapeller, biblioteker og kamre for mange hundrede advokater, og dækker flere hektar. Kamrene blev oprindelig brugt som bolig og advokatkontorer for mange af juristerne, men benyttes i dag med nogle få undtagelser kun som kontorlokaler.
Middle Temple og Inner Temple ligger lige øst for grænsen mellem City og Westminster, men er alligevel ikke del af City. De regnes derimod som selvstændige enklaver. Den nærmeste undergrundsstation er Temple.
Gray's Inn og Lincoln's Inn ligger i bydelen Camden lige ved grænsen til City. De har ikke status som selvstændige enklaver. Den nærmeste undergrundsstation er Chancery Lane.